# Loulou magazine
Pour les articles homonymes, voir Loulou.
Loulou magazine est un guide shopping canadien lancé en 2004 par les Éditions Rogers, portant sur les dernières tendances en matière de mode, de beauté et d’art de vivre. Il s’adresse aux femmes canadiennes de 18 à 35 ans qui s’intéressent à la mode et à la beauté.

## Rédaction
Les versions françaises et anglaises du magazine Loulou sont rédigées à Montréal en collaboration avec une équipe de Toronto. L'équipe du magazine Loulou est constituée de :
- Marie-José Desmarais, Éditrice
- Julia Cyboran, Directrice du contenu multiplateforme
- Catherine Connes, Chef de la rédaction
- Janie Lamontage, Directrice artistique
- Michèle Mayrand, Directrice mode
- Claude Laframboise, Chef styliste
- Christine Laroche, Responsable mode-pratique
- Carolyne Brown, Recherchiste-styliste

Le lectorat annuel de Loulou pour l'année 2010 est de 308 000. Le magazine a obtenu une augmentation de son lectorat annuel de 5,48 % par rapport à 2009.	

## louloumagazine.com
Le site web de Loulou contient une section shopping (plus de mille articles mode et produits de beauté), des vidéos, des concours, des rabais, des invitations à des événements et des alertes shopping pour être au fait des dernières nouveautés.